# Jorge Bermúdez Soto
Jorge Bermúdez Soto (Valparaíso, 8 de julio de 1969) es un abogado y jurista chileno, doctor en Derecho, profesor de Derecho Administrativo y Derecho Ambiental de la Pontificia Universidad Católica de Valparaíso.Se desempeñó como Contralor General de la República hasta el 17 de diciembre de 2023 y es miembro de la Asociación de Derecho Administrativo de Chile (ADAD). En su trayectoria como abogado ha asesorado a distintos órganos de la administración del Estado, destacando una importante carrera en el ámbito de lo público.

## Estudios
Realizó su enseñanza primaria y secundaria en el Colegio Salesianos de Valparaíso, de donde egresó en 1986. 
Estudió derecho en la Pontificia Universidad Católica de Valparaíso, donde fue presidente independiente del Centro de Alumnos de Derecho junto a militantes socialistas durante el período 1990 y 1993. Obtuvo el grado de Licenciado en Ciencias Jurídicas en 1993.

## Trayectoria profesional
Jorge Bermúdez Soto fue abogado de la Corporación Nacional Forestal de la Región de Valparaíso en (1995) y de la Unidad de Medio Ambiente del Consejo de Defensa del Estado (1998-1999).
Durante los gobiernos de la Concertación de Partidos por la Democracia fue abogado de la división jurídica de la Subsecretaría de Pesca (2001-2002), abogado asesor en temas de regulación ambiental de la Subsecretaría de Pesca (2003-2011), consultor en el proyecto CONAMA-GEF “Propuesta de homologación y ampliación de categorías de manejo y protección para la conservación de las áreas marinas y costeras” y abogado asesor en temas ambientales de ENAP Refinerías S.A. (2008-2010). 
En 2008, en su calidad de experto, expuso a favor de la ministra de Educación Yasna Provoste, con el objeto de que la acusación constitucional deducida en su contra no fuera declarada procedente. También argumentó en contra de la procedencia de similar acusación constitucional contra el ministro Harald Beyer en 2013.
En 2008 fue integrante del consejo asesor de expertos que promovió el “fortalecimiento institucional de la Contraloría General de la República en su rol de fomentar la transparencia y probidad en la gestión pública en Chile”, la que buscó alternativas para fortalecer la transparencia, buscar una modernización de la Administración del Estado y controlar la corrupción.
Se ha desempeñado en su calidad de experto en transparencia como jefe de la Asesoría Jurídica del Gabinete del ministro de Defensa Nacional (2012), con el objeto específico de eliminar el 10% del aporte reservado a las Fuerzas Armadas de Chile. También ha sido asesor en temas de regulación administrativa y ambiental del Servicio de Evaluación Ambiental (2013). En 2014 asesoró a la Superintendencia del Medioambiente.
El 16 de diciembre de 2015 fue ratificado en forma unánime por el Senado de la República, como nuevo Contralor General de la República.

### En organismos internacionales
Bermúdez ha prestado asesoría a distintas entidades internacionales, destacando el año 2006 como consultor jurídico del proyecto ONU/FAO TCP/CHI/3002(A) “Certificación del cumplimiento del reglamento ambiental de la acuicultura en Chile”. 
Entre 2007 y 2008 fue consultor jurídico del proyecto ONU/FAO TCP/URU/3101 “Plan Nacional de Desarrollo de la Acuicultura en Uruguay”. Y también en 2008 fue consultor jurídico en la Comisión Permanente del Pacífico Sudeste, proyecto “Plan de Acción para la Protección del Medio Marino y las Áreas Costeras del Pacífico Sur”.

### En universidades
En 1995 fue jefe de gabinete del rector Bernardo Donoso en la Pontificia Universidad Católica de Valparaíso.
Es profesor de Derecho Administrativo y Derecho Ambiental en la Pontificia Universidad Católica de Valparaíso, desde 2003 a la fecha. Fue director de programas de Magíster en Derecho (2007-2011) y director en programas de Diplomado en Derecho Administrativo y Derecho Ambiental (2012-2014). Además, fue secretario académico de la Escuela de Derecho de la Pontificia Universidad Católica de Valparaíso.

### Otras actividades
Bermúdez también ha prestado su apoyo a distintas causas pro bono, teniendo relevancia la defensa del parque nacional La Campana en la región de Valparaíso, Chile.
También asumió el patrocinio pro bono de un recurso de protección en contra de Endesa, dueña de la central San Isidro, para detener la extracción, por parte de un privado, de agua desde una napa ubicada en Quillota.
Además ha sido abogado litigante en diversas causas relacionadas con derecho constitucional, administrativo y ambiental, en representación de instituciones públicas, organizaciones no gubernamentales y comunidades.

## Rol como Contralor General de la República
Su desempeño como Contralor General de la República estuvo caracterizado por su marcada independencia respecto de los gobiernos a los que le correspondió fiscalizar. Durante el período de ocho años en que se desempeñó, los resultados de las fiscalizaciones realizadas en diversos órganos de la administración condujeron a descubrir diversas irregularidades y tramas de corrupción en Servicios Públicos, Municipalidades, Policías, Fuerzas Armadas y Empresas del Estado, todo lo cual puso a la Contraloría como una institución clave en la lucha contra la corrupción en Chile. 
Asimismo, entró en conflicto con la Corte Suprema de su país, a propósito de la competencia para determinar el régimen de pensiones aplicable a ciertos órganos de la Administración. Esta contienda se resolvió por el Senado de la República en favor de la Contraloría, sin embargo, ello marcó la relación posterior de la Corte con el organismo dirigido por Bermúdez. 
Respecto de la gestión interna de la Contraloría, la administración de Jorge Bermúdez estuvo orientada por dos planes estratégicos sucesivos. En virtud de ellos la Contraloría se definió como una “institución impulsada por datos”. El uso de datos masivos y algoritmos en las diversas funciones de la institución la transformaron en un referente para el sector público nacional e internacional. 

En el ámbito internacional, un punto destacable de la gestión de Jorge Bermúdez fue la elección de la Contraloría de Chile, por parte de la Asamblea General de las Naciones Unidas, como miembro de la Junta de Auditores de Naciones Unidas, por un lapso de seis años. 

## Principales obras y publicaciones

### Libros
- Fundamentos de Derecho Ambiental. Ediciones Universitarias de Valparaíso, 2007.

- Derecho Administrativo General. Editorial Thomson Reuter-Abeledo Perrot, Santiago, noviembre de 2010 (2.ª Edición, noviembre de 2011; 3.ª Edición, junio de 2014).

- Las relaciones entre el Derecho Administrativo y el Derecho Común. Editorial Thomson Reuter-Abeledo Perrot, Santiago, diciembre de 2012.

- Justicia Ambiental, Derecho e Instrumentos de Gestión del Espacio Marino Costero, (Editor en conjunto con Dominique Hervé) Ed. LOM, Santiago, agosto de 2013. Fundamentos de Derecho Ambiental. Ediciones Universitarias de Valparaíso, 2014.

### Monografías y capítulos de libros
- Eficacia de las sanciones administrativas como instrumento de protección del medio ambiente. Análisis crítico, en Estudios de Derecho Administrativo V, Instituto de Estudios de Derecho Administrativo, Mendoza, 2001.

- Globalización y protección ambiental: amenazas, tendencias y desafíos, en “El derecho ante la globalización y el terrorismo: Cedant arma togae”, actas del Coloquio Internacional Humboldt, Montevideo abril de 2003, ed. Tirant lo Blanch, Valencia (España), 2004.

- ¿Existe el SNASPE? La problemática vigencia, composición y extensión del Sistema Nacional de Áreas Silvestres Protegidas del Estado. La Contribución del Derecho Forestal – Ambiental al Desarrollo Sustentable en América Latina. En La Contribución del Derecho Forestal – Ambiental al Desarrollo Sustentable en América Latina, IUFRO, 2005 (IUFRO World Series Volume 16), Viena, 2005.

- El control judicial de las normas primarias de Derecho ambiental. Déficit de aplicación y errores en el diseño legal, en “Justicia Administrativa”, Ed. Lexis Nexis, Santiago, 2005.

- Bases jurídicas para la acuicultura sustentable y aplicación de la certificación como instrumento de gestión ambiental, en actas de las Terceras Jornadas de Derecho Ambiental, Centro de Derecho Ambiental, Universidad de Chile, Santiago, 2006.

- Función y tipología del procedimiento administrativo, en “Acto y Procedimiento Administrativo”, actas de las Segundas Jornadas de Derecho Administrativo, Ed. Ediciones Universitarias de Valparaíso, 2007.

- Bases de la organización de la Administración del Estado y tendencias en la reforma a la Institucionalidad Ambiental, en “Estudios sobre la Ley Orgánica Constitucional de Bases Generales de la Administración del Estado”, actas de las Terceras Jornadas de Derecho Administrativo, Antofagasta, 2008.

- Legal Implications of an ecosystem approach to aquaculture, en Building an ecosystem approach to aquaculture, FAO/Universidad de las Islas Baleares, Roma, 2008.

- Contravenciones aduaneras (Capítulo VII), en Delitos y Contravenciones Aduaneras, Editorial Jurídica de Chile, Santiago, 2010.

- Responsabilidad del Estado por el daño ambiental, en La falta de servicio, Ed. Abeledo Perrot Thomson Reuter, Santiago, noviembre de 2012.

- Elementos y principios de la justicia ambiental, en Justicia ambiental, derecho e instrumentos de gestión del espacio marino costero, Ed. LOM, Santiago, agosto de 2013.

- Administración y jurisdicción ambiental: La institucionalidad ambiental frente al nuevo contencioso administrativo, en La nulidad de los actos administrativos en el derecho chileno, Ed. Abeledo Perrot Thomson Reuters, Santiago, octubre de 2013.

- Legal and policy components of the application of the ecosystem approach to aquaculture to site selection and carrying capacity, en FAO Fisheries and Aquaculture Proceedings, Roma, 2013.

- La internacionalización de las tareas administrativas. A modo de ejemplo: análisis de la participación de tropas chilenas en operaciones de paz, en actas de las Jornadas de Derecho Público, 2012, Ed. Abeledo Perrot Thomson Reuters, Santiago, 2014 (en prensa).

- Reglas para la imposición de las sanciones administrativas en materia ambiental, en actas de las Jornadas de Derecho Administrativo, 2013, Ed. Abeledo Perrot Thomson Reuters, Santiago, 2014.

- El impacto de la regulación de la pesca extractiva en el derecho humano a la seguridad alimentaria, en actas de las Terceras Jornadas de Derecho Ambiental, Centro de Derecho Ambiental, Universidad de Chile, Santiago, 2014.

## Reconocimientos
- Becario por la Fundación Alexander von Humboldt para estudios posdoctorales 2003-2004.[12]
- Mejor abogado en Derecho Administrativo de Chile, según el ranking Best Lawyers 2015.[13]